# Кричевичи
Кричевичи (укр. Кричевичі) — село в Колодяжненской сельской общине Ковельского района Волынской области Украины.
Код КОАТУУ — 0722183801. Население по переписи 2001 года составляет 818 человек. Почтовый индекс — 45040. Телефонный код — 3352.